# 圣弗拉基米尔教堂 (玛丽亚温泉市)
东正教圣弗拉基米尔教堂（Pravoslavný chrám svatého Vladimíra Mariánských Lázních）位于捷克卡罗维发利州海布县玛丽亚温泉市。自1999年以来每天向公众开放。进堂者主要是外国游客。主日和节日定期举行仪式，其他仪式（婚礼、洗礼、葬礼）和忏悔需要事先同意。一个月举行几次宗教音乐会。

## 历史
玛丽亚温泉市的俄国温泉客人申请建造东正教的礼拜场所。1825年，戈利岑家族捐款，但这笔钱被用来修建罗马天主教的圣母升天堂。随着来自世界各地的来访者和患者数量的增加，1882年，信徒们举行了一次东正教宗教仪式，捐款用于修建教堂。不幸的是，存款的银行破产了。1898年，再次进行募捐，一年内筹集到了足够的资金，于1900年7月24日奠基，两年后竣工，同年7月8日祝圣。

## 建筑
教堂由圣彼得堡艺术学院的著名建筑师尼古拉·弗拉基米罗维奇·苏丹诺夫和古斯塔夫·维德曼设计。